# جام باشگاه‌های تهران ۴۸–۱۳۴۷
جام باشگاه‌های تهران ۴۸–۱۳۴۷ دوره‌ای از مسابقات جام باشگاه‌های تهران بود ابتدا با برگزاری مرحله مقدماتی و تعیین سطح تیمها همراه شد. این مسابقات از آذر ماه سال ۱۳۴۷ آغاز شد و فینال این مسابقات سال ۱۳۴۸ با قهرمانی تاج تهران به پایان رسید و قهرمان این جام سهمیه حضور در رقابتهای جام قهرمانان باشگاه های آسیا ۱۹۷۰ را کسب کرد. این دوره از باشگاه‌های تهران بازی فینال داشت که دو تیم تاج و پاس به بازی پایانی رسیدند و تیم تاج تهران در بازی فینال با شکست چهار بر یک پاس تهران موفق به کسب هشتمین عنوان قهرمانی خود در این مسابقات شد. در پایان تیم تاج تهران به عنوان نماینده ایران به بازی‌های جام قهرمانان باشگاه‌های آسیا ۱۹۷۰ معرفی شد. 

## طبقه‌بندی باشگاه‌ها
در سال ۱۳۴۷ تصمیم بر این شد که یک طبقه‌بندی برای دسته‌جات فوتبال در تهران صورت بگیرد برای همین این دوره از بازی‌های قهرمانی باشگاه‌های تهران با حضور ۵۸ تیم در گروه‌های چهار تیمی و پنج تیمی در دور مقدماتی برگزار شد. مراسم قرعه‌کشی این بازی‌ها روز ۲۸ آبان ۱۳۴۷ با حضور نمایندگان تیم‌های حاضر در مسابقات در دفتر فدراسیون فوتبال انجام گرفت و از طرف هیئت فوتبال تهران ۱۲ تیم تاج، پاس، پرسپولیس، شهربانی، عقاب، راه‌آهن، کیان، جعفری، آرارات، دیهیم، نادر و دژبان به‌عنوان تیم‌های صدر هر گروه انتخاب شدند و به حکم قرعه سایر تیم‌ها به نسبت در گروه‌های مختلف تقسیم گردیدند.

## دوازده گروه مرحله مقدماتی
گروه ۱: پاس، سپهر، سپه، بانک‌ملی
گروه ۲: تاج، حمل و نقل، داریوش، آریا، ورزنده
گروه ۳: عقاب، فردوسی، جوانان، زیباشهر، شاه عزیز
گروه ۴: راه‌آهن، نیرو -حمید، ژاندارمری، گارد
گروه ۵: کیان، صدری، برق، ایران ما، رضی
گروه ۶: شهربانی، پولاد، البرز، دانشگاه تهران، پیروز
گروه ۷: آرارات، شفق، اقبال، ایزد مهرآباد، نیروی هوائی
گروه ۸: جعفری، آتش‌نشانی، همایون، تاجیک، بهرام
گروه ۹: دیهیم، سعدیان، وزارت کار، هما، ایران امروز
گروه ۱۰: دژبان، نگهبان، نیکنام، تسلیحات، سازمان آب
گروه ۱۱: نادر، ایزد، فردوسی، دخانیات، تهران
گروه ۱۲: پرسپولیس، شرق، پیکان، شجاعت، واحد
بازی‌ها در هر گروه به صورت دوره‌ای برگزار می‌گردد و تیم‌های اول و دوم هر گروه در دسته‌های یک و دو مسابقات قهرمانی باشگاه‌های تهران قرار خواهند گرفت.

## مرحله نهایی
مسابقات طبقه‌بندی باشگاه‌های تهران از آبان‌ماه ۱۳۴۷ در ۱۲ گروه آغاز شد؛ نخست قرار بود که تیم‌های برتر گروه‌های دوازده‌گانه به مسابقات دسته یک تهران در فصل جاری راه یابند و تیم‌های دوم تا چهارم در دسته‌های دوم تا چهارم قرار گیرند. اما با پایان مرحله نخست و توقف بازی‌ها برای آغاز اردو تیم‌ملی برای نخستین دوره جام دوستی، هیئت فوتبال تهران تصمیم به ۱۶ تیمی کردن مسابقات سال ۱۳۴۸ گرفت و شانس مجدد به تیم‌های دوم گروه‌ها داده شد تا ۴ تیم دیگر به ۱۲ تیم برتر اضافه شوند. این ۱۶ تیم در تابستان ۱۳۴۸ دور نهایی مسابقات فصل ۴۸–۱۳۴۷ را برگزار کردند که تیم‌های پاس و تاج به فینال راه یافتند و مسابقات با قهرمانی تیم تاج پایان یافت. از آذرماه ۱۳۴۸، فصل بعدی مسابقات به صورت دوره‌ای آغاز شد. تیم قهرمان این دوره از باشگاه‌های تهران جهت شرکت در رقابتهای فوتبال قهرمانی آسیا در سال ۱۳۴۹ به ای اف سی معرفی شد. با پایان دادن به مسابقات رده‌بندی راه را برای تغییر و تحول نفرات و نقل و انتقالات تیم‌ها فراهم شد. شانزده تیم حاضر در این مسابقات در چهار گروه تقسیم شده و بازی‌های هر گروه دوره‌ای برگزار شد و از هر گروه دو تیم برتر به مرحله بعدی صعود کردند. در مرحله بعدی هم بازی‌ها به صورت حذفی انجام شد تا اینکه دو تیم به بازی فینال راه پیدا کردند. در مرحله اول حذفی تیم‌های گروه اول و دوم و تیم‌های گروه سوم و چهارم به صورت ضربدری به مصاف یکدیگر رفتند.

## گروه‌بندی مسابقات مرحله نهایی
شانزده تیم برتر تهران به این ترتیب در چهار گروه تقسیم شدند:
گروه اول: تاج - راه‌آهن - برق - بانک ملی
گروه دوم: شهربانی - پرسپولیس - دیهیم - آتش‌نشانی
گروه سوم: پاس - نگهبان - آرارات - اقبال
گروه چهارم: عقاب - پیکان - گارد - دخانیات

## مرحله گروهی

### گروه نخست
| ۱۲ تیر ۱۳۴۸ | راه‌آهن                                | ۴ – ۱ | برق    | تهران                 |
|             | ماه‌پور · مسعود ضرابی · محمد اسحاق‌زاده |       | گنجه‌ای | ورزشگاه: امجدیه تهران |

| ۱۲ تیر ۱۳۴۸ | تاج                                                                          | ۷ – ۰ | بانک ملی | تهران                                   |
|             | قلیچ‌خانی ۲۳' · مصطفوی ۲۶'، ۳۲'، ۳۶'، ۸۲' (پنالتی) · جباری ۶۷' · حق‌وردیان ۸۶' |       |          | ورزشگاه: امجدیه تهران داور: جعفر نامدار |

| ۱۹ تیر ۱۳۴۸ | راه‌آهن                                                  | ۶ – ۲ | بانک ملی                     | تهران                 |
|             | مسعود ضرابی · علی باوفا · فرهنگ صادق‌پور · محمد یوسفزاده |       | نایب رویین‌دل · سیامک اعتمادی | ورزشگاه: امجدیه تهران |

| ۱۹ تیر ۱۳۴۸ | تاج                     | ۲ – ۰ | برق | تهران                                    |
|             | افتخاری ۲۷' · جباری ۸۲' |       |     | ورزشگاه: امجدیه تهران داور: حبیب پورامید |

| ۲۴ تیر ۱۳۴۸ | بانک ملی | v | برق | تهران                 |
|             |          |   |     | ورزشگاه: امجدیه تهران |

| ۲۷ تیر ۱۳۴۸ | تاج | ۰ – ۱ | راه‌آهن      | تهران                                            |
|             |     |       | کارگرجم ۸۴' | ورزشگاه: امجدیه تهران داور: ابوالقاسم حاج‌ابولحسن |

### گروه دوم
| ۱۳ تیر ۱۳۴۸ | پرسپولیس                                                 | ۵ – ۲ | دیهیم               | تهران                 |
|             | اصغر ادیبی · رضا وطن‌خواه · ناظم گنجاپور · هنریک سرکیسیان |       | مهدی تهرانی · پرورش | ورزشگاه: امجدیه تهران |

| ۱۵ تیر ۱۳۴۸ | شهربانی                  | ۲ – ۱ | آتش‌نشانی    | تهران                 |
|             | بیژن ضرابی · جلیل شاهنگر |       | خسرو بهزادی | ورزشگاه: امجدیه تهران |

| ۱۹ تیر ۱۳۴۸ | دیهیم       | ۱ – ۱ | شهربانی    | تهران                 |
|             | مهدی تهرانی |       | مهدی مظفری | ورزشگاه: امجدیه تهران |

| ۲۰ تیر ۱۳۴۸ | پرسپولیس   | ۱ – ۰ | آتش‌نشانی | تهران                 |
|             | اصغر ادیبی |       |          | ورزشگاه: امجدیه تهران |

| ۲۴ تیر ۱۳۴۸ | آتش‌نشانی | ۱ – ۰ | دیهیم | تهران                 |
|             |          |       |       | ورزشگاه: امجدیه تهران |

| ۲۶ تیر ۱۳۴۸ | پرسپولیس                     | ۲ – ۲ | شهربانی                  | تهران                 |
|             | ناظم گنجاپور · حسین‌علی کلانی |       | عباس مژدهی · جلیل شاهنگر | ورزشگاه: امجدیه تهران |

### گروه سوم
| ۱۳ تیر ۱۳۴۸ | پاس                      | ۴ – ۱ | اقبال      | تهران                 |
|             | مهدی مناجاتی · اصغر شرفی |       | مسعود آذری | ورزشگاه: امجدیه تهران |

| ۱۵ تیر ۱۳۴۸ | نگهبان    | ۱ – ۰ | آرارات | تهران                 |
|             | کریم پاژخ |       |        | ورزشگاه: امجدیه تهران |

| ۱۹ تیر ۱۳۴۸ | پاس | v | آرارات | تهران                 |
|             |     |   |        | ورزشگاه: امجدیه تهران |

| ۲۰ تیر ۱۳۴۸ | نگهبان | ۰ – ۰ | اقبال | تهران                 |
|             |        |       |       | ورزشگاه: امجدیه تهران |

| ۲۶ تیر ۱۳۴۸ | آرارات                             | ۲ – ۱ | اقبال      | تهران                 |
|             | بوریک آرزومانیان · وارطان باغومیان |       | طاهرخانی · | ورزشگاه: امجدیه تهران |

| ۲۷ تیر ۱۳۴۸ | پاس     | ۱ – ۰ | نگهبان | تهران                 |
|             | مالکیان |       |        | ورزشگاه: امجدیه تهران |

### گروه چهارم
| ۱۵ تیر ۱۳۴۸ | عقاب                            | ۲ – ۱ | دخانیات       | تهران                 |
|             | عبدالله ساعدی · فریبرز اسماعیلی |       | حسین‌علی هاشمی | ورزشگاه: امجدیه تهران |

| ۲۲ تیر ۱۳۴۸ | عقاب                                                            | ۵ – ۰ | گارد | تهران                 |
|             | عبدالله ساعدی · غلام وفاخواه · فریبرز اسماعیلی · حمید امینی‌خواه |       |      | ورزشگاه: امجدیه تهران |

| ۲۲ تیر ۱۳۴۸ | دخانیات | ۳ – ۰          | پیکان | تهران                 |
|             |         | عدم حضور پیکان |       | ورزشگاه: امجدیه تهران |

| ۲۷ تیر ۱۳۴۸ | عقاب | ۳ – ۰          | پیکان | تهران                 |
|             |      | عدم حضور پیکان |       | ورزشگاه: امجدیه تهران |

## یک‌چهارم نهایی
| ۳۰ مرداد ۱۳۴۸ | عقاب                                                               | ۴ – ۱ | نگهبان    | تهران                 |
|               | حمید امینی‌خواه · حسین باباخانلو · فریبرز اسماعیلی · غلام وفاخواه · |       | کریم پاژخ | ورزشگاه: امجدیه تهران |

| ۳۱ مرداد ۱۳۴۸ | تاج 3                                               | v | پرسپولیس 1                | تهران                 |
|               | منشی‌زاده الگو:گل 1 · جباری ۴۳' · حق‌وردیان الگو:گل 4 |   | وطنخواه '۳۵ · گنجاپور ۷۲' | ورزشگاه: امجدیه تهران |

| ۲ شهریور ۱۳۴۸ | شهربانی | ۰ – ۰                    | راه‌آهن | تهران                 |
|               |         | پرتاب سکه به نفع شهربانی |        | ورزشگاه: امجدیه تهران |

## نیمه‌نهایی
| ۴ شهریور ۱۳۴۸ | پاس         | ۱ – ۰ | عقاب | تهران                 |
|               | محمود یاوری |       |      | ورزشگاه: امجدیه تهران |

| ۷ شهریور ۱۳۴۸ | تاج | ۰ – ۰ | شهربانی | تهران                                      |
|               |     |       |         | ورزشگاه: امجدیه تهران داور: عبدالرضا موزون |

| ۹ شهریور ۱۳۴۸ | تاج                                 | ۳ – ۰ | شهربانی | تهران                                      |
|               | جباری ۱۶' · مصطفوی ۷۵' · فرزامی ۷۷' |       |         | ورزشگاه: امجدیه تهران داور: عبدالرضا موزون |

## رده‌بندی
| ۱۲ شهریور ۱۳۴۸ | عقاب                                                            | ۶ – ۱ | شهربانی     | تهران                 |
|                | حسین باباخانلو · عبدالله ساعدی · فریبرز اسماعیلی · غلام وفاخواه |       | کیوان جمالی | ورزشگاه: امجدیه تهران |

## فینال
| تاج                                                                    | ۴–۱   | پاس                |
| ---------------------------------------------------------------------- | ----- | ------------------ |
| حسین فرزامی ۱۲' · داریوش مصطفوی ۱۸' · علی جباری ۵۰' · اکبر افتخاری ۸۷' | گزارش | یاوری ۳۰' (پنالتی) |

تاج با قهرمانی در جام باشگاه های تهران ۶۸-۱۹۶۷ در تهران مجوز حضور در جام باشگاه های آسیا ۱۹۷۰ را دریافت کرد.
پاس به نایب قهرمانی رسید ؛ عقاب به مقام سوم رسید و تیم شهربانی نیز چهارم شد.

## گلزنان برتر
| # | گلزنان        | تعداد گل | تیم     |
| - | ------------- | -------- | ------- |
| ۱ | داریوش مصطفوی | ۶        | تاج     |
| ۲ | مهدی مناجاتی  | ۵        | پاس     |
| ۲ | مسعود ضرابی   | ۵        | راه آهن |
| ۲ | علی جباری     | ۵        | تاج     |

در پایان مسابقات طی مراسمی در فدراسیون فوتبال شاهنشاهی ایران ، کفش طلایی این مسابقات به داریوش مصطفوی مهاجم تاج تهران اهدا شد‌  